# Camille Ragut
Marie Camille Ragut, né le 27 mai 1797 à Lyon et mort le 9 juin 1870 à Villefranche-sur-Saône, est archiviste du département de Saône-et-Loire de 1836 à 1866.

## Biographie
Né à Lyon le 27 mai 1797, il est conservateur depuis 1829 de la bibliothèque municipale de Mâcon lorsqu’il est nommé archiviste du département de Saône-et-Loire par arrêté du 17 août 1836. Il est le premier archiviste départemental de la Saône-et-Loire.
En 1866, il quitte la direction des archives du département. Archiviste départemental pendant trente ans, il ne fait cependant guère avancer les classements des fonds. Il ne termine que le classement de la série A et classe partiellement la série C.
Secrétaire perpétuel de l'Académie de Mâcon, il rédige  le compte-rendu des travaux de cette société de 1833 à 1841. Le volume suivant est écrit par Charles Rolland, ancien maire de Mâcon. Camille Ragut est remplacé dès 1851 comme secrétaire perpétuel par Léonce Lenormand.
Camille Ragut publie en 1838 une Statistique du département de Saône-et-Loire en deux volumes in-quarto.
Son œuvre principale est l'édition qu'il publie en 1864 du cartulaire de la cathédrale Vieux-Saint-Vincent de Mâcon, ouvrage muni d'une préface de 200 pages de l'avocat et érudit local Théodore Chavot,. Ce cartulaire  est également appelé « livre enchaîné ». En effet les chanoines l'ont longtemps conservé attaché au mur du cloître, parce qu'il contenait leurs droits. 
L'édition de Camille Ragut est l'une des « publications marquantes »  de l'Académie de Mâcon au XIXe siècle. « Bien connue » selon Didier Méhu, elle est la transcription d'une copie du XVIIIe siècle, l'original ayant été perdu lors des guerres de religion. Au regard des méthodes historiographiques actuelles, l'édition n'est plus considérée comme fiable. Elle souffre de nombreuses erreurs, notamment en ce qui concerne les datations, et mériterait une révision. En l'état, le texte édité reste incertain,. Il est néanmoins utilisé dans le Corpus Burgundiae Medii Aevi, base numérique de données.

## Œuvres
- Statistique du département de Saône et Loire, Mâcon, Impr. de Dejussieu, 1838. (OCLC 65662093). Réédition, éditions Res Universis, Paris, 1992, 3 volumes :
  - Département de Saône-et-Loire - I - Histoire générale et biographie, 407 p.  (ISBN 2-87760-741-0)
  - Département de Saône-et-Loire - II - Dictionnaire des communes, 353 p.  (ISBN 2-87760-742-9)
  - Département de Saône-et-Loire - III - Statistique, 245 p.  (ISBN 2-87760-743-7)
- Camille Ragut, Compte-rendu des travaux de la société d'agriculture, sciences et belles-lettres de Mâcon, Mâcon, Imprimerie de Jussieu, 1841, 476 p. (lire en ligne).
- Cartulaire de Saint-Vincent de Mâcon connu sous le nom de Livre enchaîné : Publié sous les auspices et aux frais de l'Académie de Mâcon, Mâcon, Imprimerie Émile Protat, coll. « Collection des documents inédits sur l'histoire de France », 1864, 588 p. (BNF 12148, lire en ligne).